# Exangerona unicoloraria
Exangerona unicoloraria är en fjärilsart som beskrevs av John Henry Leech 1891. Exangerona unicoloraria ingår i släktet Exangerona och familjen mätare. Inga underarter finns listade i Catalogue of Life.